# Tubothalamea
Los tubotálamos (Tubothalamea) son una clase de foraminíferos bentónicos (filo Foraminifera) que presentan conchas bicameradas o multicameradas con cámaras tubulares al menos en el estadio juvenil, muchas veces enrolladas espiralmente. La pared de la concha es aglutinada o calcárea. En las formas ancestrales la concha está compuesta de un prolóculo esférico seguido de un cámara tubular espiralmente enrollada. Las formas más evolucionadas tienen conchas multicameradas. Su rango cronoestratigráfico abarca desde el Cámbrico hasta el presente.

## Discusión
De acuerdo a estudios de filogenia molecular con especies actuales, Tubothalamea incluye a los órdenes Miliolida y Spirillinida. Teniendo en cuenta las relaciones filogenéticas con otros grupos, tanto actuales como fósiles, establecidas mediante caracteres morfológicos, probablemente incluye también a los órdenes Fusulinida, Involutinida y Silicoloculinida. Tubothalamea debiera ser rebajado a la categoría de subclase, es decir, subclase Tubothalamia, si los foraminíferos son finalmente considerados una clase (clase Foraminifera).

## Clasificación
Tubothalamea incluye a los siguientes órdenes:
- Orden Miliolida
- Orden Spirillinida

Otros órdenes considerados en este grupo han sido:
- Orden Fusulinida
- Orden Involutinida
- Orden Silicoloculinida